# Marion (fiskefartyg)
LL 325 Marion var ett svenskt fiskefartyg som byggdes 1963 på Hellesøy Verft i Løfallsstrand i Kvinnherads kommun i Norge åt tre fiskare på Björkö. Hon  byggdes av ek efter svenska ritningar och fick namnet Tudor av Björkö med registringsnummer GG 575. Tre år senare såldes båten till tre fiskare i Kungshamn och döptes om till Marion III.
Båten användes i yrkesmässigt fiske fram tills 2001 då hon såldes till upphuggning i Kristiansand i Norge. Den ideella föreningen Tôllare ô Seiel lyckades dock överta båten i sista stund och avregistrera den som fiskefartyg.  Det var ett av de sista traditionella bohuslänska  fiskefartygen i trä och man ville  bevara det för eftervärlden som museumsfartyg. Efter att ha legat i hamnen i Sotenäs i flera år tillsammans med andra skrotfärdiga båtar fraktades Marion III till Danmark för upphuggning på kommunens räkning sommaren 2016.
Marion III k-märktes som synnerligen värdefull år 2004, men har senare avregistrerats.